# MTV 필름스
MTV 필름스(영어: MTV Films)는 1996년에 미국 최대의 음악 전문 케이블 채널인 MTV의 극장용 영화 제작사로, 무비스에서 제작/배급한 영화들은 바이어컴의 자회사의인 파라마운트 픽쳐스에서 담당하고 있으며, 자체 제작한 오리지널 프로젝트와 MTV에서 제작한 프로그램을 기반으로 영화를 제작하고 있다. 2006년 8월 21일, 니켈로디언 무비스와 함께 파라마운트 모션 픽쳐스의 그룹의 일원이 되었다.

## 주요 작품 목록

### 장편 영화 제작 작품
| 제목                         | 개봉일자   | 제작사 |
| ---------------------------- | ---------- | --- |
| 조의 아파트                  | 1996.7.26  | 게펜 픽처스 (워너 브라더스 레이블)                                                                                 |
| 비비스와 버트헤드            | 1996.12.20 | 파라마운트 픽쳐스 / MTV 애니메이션 / 게펜 픽처스 (워너 브라더스 레이블) / Judgemental Films                        |
| 캠퍼스 데드맨                | 1998.8.21  | 파라마운트 픽쳐스 / Pacific Western Productions                                                                    |
| 그들만의 계절                | 1999.1.15  | 파라마운트 픽쳐스                                                                                                  |
| 비포 뉴 이어                 | 1999.2.26  | 파라마운트 픽쳐스 / 레이크쇼어 엔터테인먼트                                                                        |
| 일렉션                       | 1999.5.7   | 파라마운트 픽쳐스                                                                                                  |
| 더 우드                      | 1999.7.16  | 파라마운트 픽쳐스                                                                                                  |
| 오리지널 킹스 오브 코미디    | 2000.8.18  | 파라마운트 픽쳐스 / Latham Entertainment / 40 Acres & A Mule Filmworks                                             |
| 세이브 더 라스트 댄스        | 2001.1.12  | 파라마운트 픽쳐스                                                                                                  |
| 푸티 탕                      | 2001.6.29  | 파라마운트 픽쳐스 / Chris Rock Productions                                                                         |
| 쥬랜더                       | 2001.9.28  | 파라마운트 픽쳐스 / 빌리지 로드쇼 픽처스 / VH1 Films / NPV 엔터테인먼트 / Red Hour Films / Scott Rudin Productions |
| 오렌지 카운티                | 2002.1.11  | 파라마운트 픽쳐스                                                                                                  |
| 크로스 로드                  | 2002.2.15  | 파라마운트 픽쳐스 / Zomba Films                                                                                    |
| 마틴 로렌스 라이브           | 2002.8.2   | 파라마운트 픽쳐스 / Runteldat Entertainment                                                                        |
| 잭에스                       | 2002.10.25 | 파라마운트 픽쳐스 / Dickhouse Productions                                                                          |
| 베터 럭 투마로우             | 2003.4.11  | 파라마운트 픽쳐스                                                                                                  |
| 파이팅 템테이션스            | 2003.9.19  | 파라마운트 픽쳐스                                                                                                  |
| 투팍: 부활                   | 2003.11.14 | 파라마운트 픽쳐스 / Amaru Entertainment                                                                            |
| 퍼펙트 스코어                | 2004.1.30  | 파라마운트 픽쳐스                                                                                                  |
| 나폴레옹 다이너마이트        | 2004.8.27  | 폭스 서치라이트 픽처스 / 파라마운트 픽쳐스 / HH Films                                                              |
| 코치 카터                    | 2005.1.14  | 파라마운트 픽쳐스 / Tollin/Robbins Productions                                                                     |
| 롱기스트 야드                | 2005.5.27  | 파라마운트 픽쳐스 / 콜럼비아 픽처스 / 해피 매디슨 프로덕션스                                                       |
| 허슬 & 플로우                | 2005.7.22  | 파라마운트 클래식 / New Deal Entertainment                                                                         |
| 머더볼                       | 2005.7.22  | THINKFilm / Participant Media / 1More Film                                                                         |
| 겟 리치 오어 다이 트라인     | 2005.11.9  | 파라마운트 픽쳐스 / G-Unit Films / Aftermath Entertainment                                                         |
| 이온 플럭스                  | 2005.12.2  | 파라마운트 픽쳐스 / 레이크쇼어 엔터테인먼트 / Valhalla Motion Pictures                                             |
| 잭애스 2                     | 2006.9.22  | 파라마운트 픽쳐스 / Dickhouse Productions                                                                          |
| 프리덤 라이터스              | 2007.1.5   | 파라마운트 픽쳐스 / Jersey Films / 2S Films                                                                        |
| 블레이즈 오브 글로리         | 2007.3.30  | 드림웍스 / Red Hour Films / Smart Entertainment                                                                    |
| 하우 쉬 무브                 | 2008.1.25  | 파라마운트 밴티지 / Celluloid Dreams / Sienna Films                                                                |
| 스톱로스                     | 2008.3.28  | 파라마운트 픽쳐스                                                                                                  |
| 풋 피스트 웨이               | 2008.5.30  | 파라마운트 밴티지 / Gary Sanchez Productions                                                                       |
| 댄스 플릭                    | 2009.5.22  | 파라마운트 픽쳐스 / Wayans Bros. Entertainment                                                                     |
| 잭애스 3D                    | 2010.10.15 | 파라마운트 픽쳐스 / Dickhouse Productions                                                                          |
| 저스틴 비버: 네버 세이 네버  | 2011.2.11  | 파라마운트 픽쳐스 / Insurge Pictures / AEG Live / The Island Def Jam Music Group                                   |
| 풋루즈                       | 2011.10.14 | 파라마운트 픽쳐스 / 스파이글래스 엔터테인먼트                                                                      |
| 케이티 페리: 파트 오브 미    | 2012.7.3   | 파라마운트 픽쳐스 / Insurge Pictures / 이매진 엔터테인먼트 / AEG Live / Capitol Records                            |
| 헨젤과 그레텔: 마녀 사냥꾼   | 2013.1.25  | 파라마운트 픽쳐스 / 메트로 골드윈 메이어 / Gary Sanchez Productions                                                |
| 잭애스 프레젠트: 배드 그랜파 | 2013.10.25 | 파라마운트 픽쳐스 / Dickhouse Productions                                                                          |
| 백 투 더 비기닝              | 2015.1.30  | 파라마운트 픽쳐스 / Insurge Pictures / 플래티넘 듄스                                                               |